# Yabal
Yabal —o Jabal— es un personaje mencionado en la Biblia, en el Génesis.

## Familia
Jabal era uno de los descendientes de Caín, hijo de Lamec y Adá, y hermano de Yubal —o Jubal—. También era medio hermano de Tubalcaín —o Tubal-Caín— y Naamá. Se le describe como el «antepasado de todos los que viven en tiendas y crían ganado».

## Teorías
Francis Nigel Lee interpreta el Génesis 4:20 en el sentido de que Yabal era a la vez el «padre de todos los ganaderos» y el «padre de todos los que vivían en tiendas», y como tal, «pionero de la tecnología ganadera y agrícola» y «pionero de la arquitectura». Lee señala que Yabal fue probablemente también tejedor, y por tanto «pionero de la industria del vestido». O puede haber sido únicamente el primer nómada que llevaba ganado.
Gordon Wenham, por otra parte, entiende su mención en la Biblia como una indicación de que Yabal fue el primer «habitante con rebaños». Es decir, sería el «padre de la forma de vida beduina». Incide en que mientras que Abel «simplemente vivía de sus rebaños», Yabal podría «comerciar con sus bestias de carga», lo que «representa un avance cultural».